# Discografia de Shakira
A discografia de Shakira, uma cantora colombiana, consiste em onze álbuns de estúdio, três de vídeo, um ao vivo, três compilações e um extended play. Lançou cinquenta e seis singles (incluindo dez promocionais e nove como artista convidada), cinquenta e seis vídeos musicais e os seus temas vigoraram em bandas sonoras de séries de televisão. As suas vendas discográficas são avaliadas em cento e quarenta (140)   milhões de registos vendidos mundialmente. Com apenas catorze anos, a cantora gravou o seu disco promocional, Magia, após contrato assinado com a editora discográfica Sony Music Colombia. Dois anos depois, em 1993, Peligro foi editado, contudo, devido ao seu fraco desempenho comercial, a artista decidiu fazer uma pausa na carreira para terminar o ensino secundário. Em Fevereiro de 1996, Pies descalzos foi lançado como seu álbum de estreia e vendeu quatro milhões de unidades no mundo inteiro. "Estoy aquí", "¿Dónde estás corazón?", "Pies descalzos, sueños blancos", "Un poco de amor", "Antología" e "Se quiere, se mata" foram os focos de divulgação do projecto de originais que conseguiu a certificação de platina pela Associação Brasileira dos Produtores de Discos (ABPD) e Recording Industry Association of America (RIAA).
Em Outubro de 1997, foi editado The Remixes, um conjunto de remisturas de faixas incluídas em Piez descalzos. No ano seguinte, o seu segundo disco de originais Dónde están los ladrones? seguiu os mesmos trabalhos de divulgação que o seu antecessor e vendeu mundialmente sete milhões de cópias. No novo milénio foi introduzido o seu primeiro projecto ao vivo, MTV Unplugged, resultado de canções interpretadas ao vivo através do canal MTV. A 13 de Novembro de 2001, Laundry Service foi o primeiro álbum de Shakira a incluir músicas em inglês, distribuído pela Epic Records. Vendeu quinze milhões a nível global, conseguindo receber cinco platinas pela Australian Recording Industry Association (ARIA), Productores de Música de España (PROMUSICAE) e Music Canada (MC) três pela RIAA e duas pela Syndicat National de l'Édition Phonographique (SNEP) e British Phonographic Industry (BPI). Os seus singles - "Whenever, Wherever", "Underneath Your Clothes", "Objection (Tango)", "The One", "Te dejo Madrid" e "Que me quedes tú" -, entraram pela primeira vez nas tabelas musicais de vários países. Seguiram-se a sua segunda compilação, Grandes éxitos e o seu primeiro DVD, Live & off the Record, em 2002 e 2004 respetivamente.
O seu quarto projeto de estúdio, e o terceiro em espanhol, Fijación oral vol. 1 foi lançado em 2005, debutou na quarta posição da Billboard 200 e foi certificado com onze platinas latinas, tornando-se um dos mais vendidos nos Estados Unidos dentro do idioma. "La tortura", "No", "Día de enero", "La pared" e "Las de la intuición" foram as músicas escolhidas para promover o disco. Em Novembro do mesmo ano, Oral Fixation Vol. 2 foi o primeiro trabalho completo em inglês a ser lançado pela cantora, vendendo mais de oito milhões de unidades no mundo inteiro. "Don't Bother", "Hips Don't Lie" e "Illegal" serviram como divulgação ao CD, sendo que o segundo foi o primeiro e único single da artista até à data a conseguir alcançar a liderança da Billboard Hot 100. Em Dezembro de 2006, foi lançada uma caixa para colecionadores com os dois volumes, com título Oral Fixation Volumes 1 & 2. Oral Fixation Tour, resultado de gravações durante a digressão com o mesmo nome, conseguiu disco de platina pela ABPD, RIAA e ouro pela Associação Fonográfica Portuguesa (AFP).
She Wolf foi editado como sexto álbum de estúdio da intérprete em Outubro de 2009, com 500 mil cópias vendidas nos Estados Unidos e dois milhões no restante globo. A artista contribuiu para a banda sonora do Campeonato do Mundo de Futebol FIFA de 2010 com "Waka Waka (This Time for Africa)", que chegou à liderança das tabelas musicais da Alemanha, Espanha e Portugal e foi certificada com seis platinas através da PROMUSICAE. Sale el sol foi o seu sétimo trabalho de originais, com galardão de diamante pela SNEP e ouro pela AFP, e quatro milhões de unidades distribuídas pelo mundo. "Loca", faixa homónima, "Rabiosa", "Antes de las seis" e "Addicted to You" foram os focos de promoção. Ao longo da sua carreira, Shakira participou de várias canções de beneficência e outras como artista convidada; colaborou com Alejandro Sanz, Carlos Santana, Wyclef Jean, Miguel Bosé, Draco Rosa, Pitbull, Rihanna e Beyoncé, entre outros músicos ingleses e espanhóis.

## Álbuns

### Álbuns de estúdio
| Título | Melhor posição nas tabelas | Melhor posição nas tabelas | Melhor posição nas tabelas | Melhor posição nas tabelas | Melhor posição nas tabelas | Melhor posição nas tabelas | Melhor posição nas tabelas | Melhor posição nas tabelas | Melhor posição nas tabelas | Melhor posição nas tabelas | Melhor posição nas tabelas | Melhor posição nas tabelas | Vendas                                                 | Certificações |
| Título | ALE                        | AUS                        | AUT                        | EUA                        | ESP                        | IRL                        | FRA                        | NZL                        | PB                         | PRT                        | RU                         | SUI                        | Vendas                                                 | Certificações |
| --- | -------------------------- | -------------------------- | -------------------------- | -------------------------- | -------------------------- | -------------------------- | -------------------------- | -------------------------- | -------------------------- | -------------------------- | -------------------------- | -------------------------- | ------------------------------------------------------ | --- |
| Magia - Lançamento: 24 de Junho de 1991 - Editora discográfica: Sony Music, Columbia - Formato(s): Cassete, vinil                  | —                          | —                          | —                          | —                          | —                          | —                          | —                          | —                          | —                          | —                          | —                          | —                          |                                                        | |
| Peligro - Lançamento: 25 de Março de 1993 - Editora discográfica: Sony Music, Columbia - Formato(s): CD, cassete, vinil            | —                          | —                          | —                          | —                          | —                          | —                          | —                          | —                          | —                          | —                          | —                          | —                          |                                                        | |
| Pies descalzos - Lançamento: 17 de Fevereiro de 1996 - Editora discográfica: Sony Music, Columbia - Formato(s): CD, cassete, vinil | 71                         | —                          | —                          | 181                        | —                          | —                          | —                          | —                          | —                          | —                          | —                          | —                          | - : 4.000.000 - :250.000 - :100.000                    | - ABPD: Platina - RIAA: Platina |
| Dónde están los ladrones? - Lançamento: 29 de Setembro de 1998 - Editora discográfica: Sony Music Latin - Formato(s): CD, cassete  | 79                         | —                          | —                          | 131                        | —                          | —                          | —                          | —                          | 78                         | —                          | —                          | 73                         | - : 4.000.000 - : 100.000 - : 80.000                   | - RIAA: Platina - PROMUSICAE: Platina - AMPROFON: 2× Platina |
| Laundry Service - Lançamento: 13 de Novembro de 2001 - Editora discográfica: Epic - Formato(s): CD, descarga digital               | 2                          | 1                          | 1                          | 3                          | —                          | 5                          | 2                          | 4                          | 1                          | 11                         | 2                          | 1                          | - : 13,000,000 - : 3.700.000 - : 1.000.000 - : 150.000 | - BVMI: 5× Ouro - ARIA: 5× Platina - ABPD: Platina - MC: 5× Platina - RIAA: 3× Platina - PROMUSICAE: 5× Platina - SNEP: 2× Platina - BPI: 2× Platina - IFPI: 2× Platina |
| Fijación oral vol. 1 - Lançamento: 3 de Junho de 2005 - Editora discográfica: Epic - Formato(s): CD, descarga digital              | 1                          | —                          | 2                          | 4                          | 1                          | 6                          | —                          | —                          | 7                          | 8                          | 2                          | 2                          | - : 5,000,000 - : 1,660,000 - : 80.000                 | - BVMI: Platina - RIAA (latino): 22× Diamante - PROMUSICAE: 3× Platina - IFPI: Platina - SNEP: Ouro - IFPI: Platina                                                     |
| Oral Fixation Vol. 2 - Lançamento: 28 de Novembro de 2005 - Editora discográfica: Epic - Formato(s): CD, descarga digital          | 4                          | 9                          | 6                          | 5                          | 3                          | 8                          | 2                          | —                          | 2                          | 12                         | 3                          | 1                          | - : 1,745,000 - : 90.000                               | - BVMI: 3× Ouro - ARIA: Ouro - MC: 2× Platina - RIAA: Platina - PROMUSICAE: Platina - IFPI: Platina - SNEP: Platina - BPI: Platina - IFPI: Platina                      |
| She Wolf - Lançamento: 9 de Outubro de 2009 - Editora discográfica: Epic - Formato(s): CD, descarga digital                        | 3                          | —                          | 4                          | 15                         | —                          | 7                          | 1                          | —                          | 5                          | 5                          | 4                          | 1                          | - : 2,000,000 - : 100.000 - : 400.000                  | - PROMUSICAE: Platina - SNEP: Platina - IRMA: Ouro - ZPAV: Ouro - IFPI: Ouro                                                                                            |
| Sale el sol - Lançamento: 15 de Outubro de 2010 - Editora discográfica: Epic, Sony Music Latin - Formato(s): CD, descarga digital  | 6                          | —                          | 3                          | 7                          | 1                          | —                          | —                          | —                          | —                          | 1                          | —                          | 2                          | - : 3,000,000 - :650.000 - : 150.000                   | - BVMI: 3× Ouro - PROMUSICAE: Platina - SNEP: Diamante - ZPAV: 2× Platina - AFP: Ouro - IFPI: 2× Platina                                                                |
| Shakira - Lançamento: 21 de Março de 2014 - Editora discográfica: Ace, RCA, Sony Music Latin - Formato(s): CD, descarga digital    | 5                          | 8                          | 3                          | 2                          | 2                          | 10                         | 6                          | 17                         | 15                         | 6                          | 14                         | 2                          | - : 900.000 - : 300.000 - : 50.000 - : 350.000         | - ASINCOL: Diamante - AMPROFON: Ouro - ZPAV: Platina |
| El dorado - Lançamento: 28 de maio de 2017 - Editora discográfica: Ace Entertainment - Formato(s): CD, descarga digital            | 19                         | 92                         | 10                         | 15                         | 2                          | —                          | 9                          | —                          | 20                         | 6                          | 54                         | 3                          | - : 500,000 - : 100.000 - : 100.000                    | - ASINCOL: 3× Platina |
| "—" denota um título que não tenha entrado na tabela musical do respectivo país.                                                   |                            |                            |                            |                            |                            |                            |                            |                            |                            |                            |                            |                            |                                                        | |

### Álbuns de compilação
| The Remixes                                                                      | - Lançamento: 21 de Outubro de 1997 - Editora discográfica: Sony Music, Columbia - Formato(s): CD, cassete | — | 151 | —  | — | - : 1.000.000 - RIAA (latino): 2× Platina |
| Grandes éxitos                                                                   | - Lançamento: 5 de Novembro de 2002 - Editora discográfica: Sony Music, Columbia - Formato(s): CD          | 5 | 80  | 14 | 4 | - : 2.000.000 - RIAA: 2× Platina          |
| Oral Fixation Volumes 1 & 2                                                      | - Lançamento: 5 de Dezembro de 2006 - Editora discográfica: Epic - Formato(s): CD/DVD, descarga digital    | — | —   | —  | — |                                           |
| "—" denota um título que não tenha entrado na tabela musical do respectivo país. | |   |     |    |   |                                           |

### Álbuns ao vivo
| MTV Unplugged                                                                    | - Lançamento: 29 de fevereiro de 2000 - Editora discográfica: Sony Music, Columbia - Formato(s): CD/DVD | 91 | 1 | —  | — | — | —  | —  | - : 5.500.000 | - ABPD: Platina - AMPROFON: Platina - BVMI: Ouro - CAPIF: Platina - RIAA: 4× Platina (Latino) |
| Live & off the Record                                                            | - Lançamento: 30 de março de 2004 - Editora discográfica: Epic - Formato(s): CD/DVD                     | 14 | — | 73 | — | 4 | 4  | 20 | - : 2.400.000 | - AMPROFON: Ouro - PROMUSICAE: Ouro                                                           |
| Oral Fixation Tour                                                               | - Lançamento: 12 de novembro de 2007 - Editora discográfica: Epic - Formato(s): CD/DVD, DVD, blu-ray    | 1  | — | —  | — | 3 | 5  | —  | - : 2.000.000 | - AMPROFON: Platina                                                                           |
| Live from Paris                                                                  | - Lançamento: 6 de dezembro de 2011 - Editora discográfica: Epic - Formato(s): CD/DVD, DVD, blu-ray     | 4  | — | 18 | 8 | 3 | 25 | 39 | - : 2.929.000 | - AMPROFON: Platina+ Ouro - SNEP: Platina - Polónia ZPAV: Ouro                                |
| "—" denota um título que não tenha entrado na tabela musical do respectivo país. | |    |   |    |   |   |    |    |               |                                                                                               |

### EP
| Título                      | Detalhes do álbum                                                                                                 |
| --------------------------- | --- |
| The Pepsi EP                | - Lançamento: 4 de Outubro de 2003 - Editora discográfica: - Formato(s): CD                                       |
| Love in the Time of Cholera | - Lançamento: 17 de Janeiro de 2008 - Editora discográfica: Stone Village Pictures - Formato(s): Descarga digital |

## Singles

### Como artista principal

#### Década de 1990
| Ano                                                                              | Título                           | Melhor posição nas tabelas musicais | Melhor posição nas tabelas musicais | Melhor posição nas tabelas musicais | Melhor posição nas tabelas musicais | Melhor posição nas tabelas musicais | Melhor posição nas tabelas musicais | Melhor posição nas tabelas musicais | Melhor posição nas tabelas musicais | Melhor posição nas tabelas musicais | Melhor posição nas tabelas musicais | Melhor posição nas tabelas musicais | Certificação | Álbum                     |
| Ano                                                                              | Título                           | ALE                                 | AUS                                 | AUT                                 | CAN                                 | EUA                                 | EUA Latin                           | ESP                                 | IRL                                 | PB                                  | RU                                  | SUI                                 | Certificação | Álbum                     |
| -------------------------------------------------------------------------------- | -------------------------------- | ----------------------------------- | ----------------------------------- | ----------------------------------- | ----------------------------------- | ----------------------------------- | ----------------------------------- | ----------------------------------- | ----------------------------------- | ----------------------------------- | ----------------------------------- | ----------------------------------- | ------------ | ------------------------- |
| 1995                                                                             | "Estoy aquí"                     | —                                   | —                                   | —                                   | —                                   | —                                   | 2                                   | —                                   | —                                   | —                                   | —                                   | —                                   |              | Pies descalzos            |
| 1996                                                                             | "¿Dónde estás corazón?"          | —                                   | —                                   | —                                   | —                                   | —                                   | 5                                   | —                                   | —                                   | —                                   | —                                   | —                                   |              | Pies descalzos            |
| 1996                                                                             | "Pies descalzos, sueños blancos" | —                                   | —                                   | —                                   | —                                   | —                                   | —                                   | —                                   | —                                   | —                                   | —                                   | —                                   |              | Pies descalzos            |
| 1996                                                                             | "Un poco de amor"                | —                                   | —                                   | —                                   | —                                   | —                                   | 11                                  | —                                   | —                                   | —                                   | —                                   | —                                   |              | Pies descalzos            |
| 1997                                                                             | "Antología"                      | —                                   | —                                   | —                                   | —                                   | —                                   | 15                                  | —                                   | —                                   | —                                   | —                                   | —                                   |              | Pies descalzos            |
| 1997                                                                             | "Se quiere, se mata"             | —                                   | —                                   | —                                   | —                                   | —                                   | 8                                   | —                                   | —                                   | —                                   | —                                   | —                                   |              | Pies descalzos            |
| 1998                                                                             | "Ciega, sordomuda"               | —                                   | —                                   | —                                   | —                                   | —                                   | 1                                   | —                                   | —                                   | —                                   | —                                   | —                                   |              | Dónde están los ladrones? |
| 1998                                                                             | "Tú"                             | —                                   | —                                   | —                                   | —                                   | 89                                  | 1                                   | —                                   | —                                   | —                                   | —                                   | —                                   |              | Dónde están los ladrones? |
| 1998                                                                             | "Inevitable"                     | —                                   | —                                   | —                                   | —                                   | —                                   | 3                                   | —                                   | —                                   | —                                   | —                                   | —                                   |              | Dónde están los ladrones? |
| 1999                                                                             | "No creo"                        | —                                   | —                                   | —                                   | —                                   | —                                   | 9                                   | —                                   | —                                   | —                                   | —                                   | —                                   |              | Dónde están los ladrones? |
| 1999                                                                             | "Ojos así"                       | —                                   | —                                   | —                                   | —                                   | 80                                  | 22                                  | —                                   | —                                   | —                                   | —                                   | 33                                  |              | Dónde están los ladrones? |
| 1999                                                                             | "Moscas en la casa"              | —                                   | —                                   | —                                   | —                                   | —                                   | 25                                  | —                                   | —                                   | —                                   | —                                   | —                                   |              | Dónde están los ladrones? |
| "—" denota um título que não tenha entrado na tabela musical do respectivo país. |                                  |                                     |                                     |                                     |                                     |                                     |                                     |                                     |                                     |                                     |                                     |                                     |              |                           |

#### Década de 2000
| Ano                                                                              | Título                                               | Melhor posição nas tabelas musicais | Melhor posição nas tabelas musicais | Melhor posição nas tabelas musicais | Melhor posição nas tabelas musicais | Melhor posição nas tabelas musicais | Melhor posição nas tabelas musicais | Melhor posição nas tabelas musicais | Melhor posição nas tabelas musicais | Melhor posição nas tabelas musicais | Melhor posição nas tabelas musicais | Melhor posição nas tabelas musicais | Melhor posição nas tabelas musicais | Certificação | Álbum                |
| Ano                                                                              | Título                                               | ALE                                 | AUS                                 | AUT                                 | CAN                                 | EUA                                 | EUA Latin                           | ESP                                 | IRL                                 | PB                                  | PRT                                 | RU                                  | SUI                                 | Certificação | Álbum                |
| -------------------------------------------------------------------------------- | ---------------------------------------------------- | ----------------------------------- | ----------------------------------- | ----------------------------------- | ----------------------------------- | ----------------------------------- | ----------------------------------- | ----------------------------------- | ----------------------------------- | ----------------------------------- | ----------------------------------- | ----------------------------------- | ----------------------------------- | --- | -------------------- |
| 2001                                                                             | "Whenever, Wherever"                                 | 1                                   | 1                                   | 1                                   | 4                                   | 6                                   | 1                                   | 1                                   | 1                                   | 1                                   | —                                   | 2                                   | 1                                   | - :10.000.000 - BVMI: 3× Ouro - ARIA: 3× Platina - BEA: 2× Platina - SNEP: Diamante - BPI: Ouro - IFPI: Platina  | Laundry Service      |
| 2002                                                                             | "Underneath Your Clothes"                            | 2                                   | 1                                   | 1                                   | 11                                  | 9                                   | —                                   | —                                   | 1                                   | 2                                   | —                                   | 3                                   | 2                                   | - :6.000.000 - BVMI: Ouro - ARIA: 2× Platina - BEA: Platina - SNEP: Ouro - IFPI: Platina                         | Laundry Service      |
| 2002                                                                             | "Objection (Tango)"                                  | 19                                  | 2                                   | 12                                  | —                                   | 55                                  | 16                                  | —                                   | 12                                  | 5                                   | —                                   | 17                                  | 10                                  | - :800.000 - ARIA: Platina - SNEP: Prata                                                                         | Laundry Service      |
| 2002                                                                             | "The One"                                            | 39                                  | 16                                  | 21                                  | —                                   | —                                   | —                                   | —                                   | —                                   | 31                                  | —                                   | —                                   | 17                                  | | Laundry Service      |
| 2002                                                                             | "Te dejo Madrid"                                     | —                                   | —                                   | —                                   | —                                   | —                                   | 45                                  | —                                   | —                                   | —                                   | —                                   | —                                   | —                                   | | Laundry Service      |
| 2002                                                                             | "Que me quedes tú"                                   | —                                   | —                                   | —                                   | —                                   | —                                   | 1                                   | —                                   | —                                   | —                                   | —                                   | —                                   | —                                   | | Laundry Service      |
| 2005                                                                             | "La tortura" (com a participação de Alejandro Sanz)  | 4                                   | —                                   | 3                                   | 21                                  | 23                                  | 1                                   | 1                                   | —                                   | 2                                   | —                                   | —                                   | 2                                   | - :7.000.000 - BVMI: Ouro - RIAA: 3× Platina - IFPI: Ouro                                                        | Fijación oral vol. 1 |
| 2005                                                                             | "No" (com a participação de Gustavo Cerati)          | —                                   | —                                   | —                                   | —                                   | —                                   | 11                                  | —                                   | —                                   | —                                   | —                                   | —                                   | —                                   | | Fijación oral vol. 1 |
| 2005                                                                             | "Don't Bother"                                       | 7                                   | 30                                  | 6                                   | 9                                   | 42                                  | —                                   | —                                   | 13                                  | 15                                  | —                                   | 9                                   | 8                                   | - : 200.000 - RIAA: Ouro                                                                                         | Oral Fixation Vol. 2 |
| 2006                                                                             | "Día de enero"                                       | —                                   | —                                   | —                                   | —                                   | —                                   | 29                                  | —                                   | —                                   | —                                   | —                                   | —                                   | —                                   | | Fijación oral vol. 1 |
| 2006                                                                             | "Hips Don't Lie" (com a participação de Wyclef Jean) | 1                                   | 1                                   | 2                                   | 1                                   | 1                                   | 1                                   | 1                                   | 1                                   | 1                                   | 7                                   | 1                                   | 1                                   | - :15.000.000 - BVMI: Platina - ARIA: Platina - MC: 2× Platina - RIAA: 3× Platina - RIANZ: Ouro - BPI: Ouro      | Oral Fixation Vol. 2 |
| 2006                                                                             | "Illegal" (com a participação de Carlos Santana)     | 11                                  | —                                   | 9                                   | —                                   | —                                   | —                                   | —                                   | 21                                  | 7                                   | —                                   | 34                                  | 10                                  | | Oral Fixation Vol. 2 |
| 2007                                                                             | "Las de la intuición"                                | —                                   | —                                   | —                                   | —                                   | —                                   | 31                                  | 1                                   | —                                   | —                                   | —                                   | —                                   | —                                   | - :1.000.000 - PROMUSICAE: 7× Platina                                                                            | Fijación oral vol. 1 |
| 2007                                                                             | "Beautiful Liar" (com Beyoncé)                       | 1                                   | 5                                   | 2                                   | 2                                   | 3                                   | 10                                  | 1                                   | 1                                   | 1                                   | —                                   | 1                                   | 1                                   | - :6.000.000 - BVMI: Ouro - ARIA: Platina - MC: 2× Platina - RIAA: Platina - PROMUSICAE: 3× Platina - BPI: Prata | B'Day                |
| 2009                                                                             | "She Wolf" / "Loba"                                  | 2                                   | 18                                  | 3                                   | 5                                   | 11                                  | 1                                   | 2                                   | 2                                   | 13                                  | 8                                   | 4                                   | 3                                   | - : 5.000.000 - RIAA: Platina - PROMUSICAE: 2× Platina - BPI: Prata - IFPI: Ouro                                 | She Wolf             |
| 2009                                                                             | "Did It Again" / "Lo hecho está hecho"               | 34                                  | —                                   | 34                                  | —                                   | —                                   | 6                                   | 12                                  | 17                                  | —                                   | —                                   | 26                                  | 29                                  | - :2.000.000 - RIAA: Platina - PROMUSICAE: Ouro                                                                  | She Wolf             |
| 2009                                                                             | "Give It Up to Me" (com a participação de Lil Wayne) | —                                   | 35                                  | —                                   | 32                                  | 29                                  | —                                   | —                                   | —                                   | —                                   | —                                   | —                                   | —                                   | - :1.500.000 - RIAA: Ouro                                                                                        | She Wolf             |
| "—" denota um título que não tenha entrado na tabela musical do respectivo país. |                                                      |                                     |                                     |                                     |                                     |                                     |                                     |                                     |                                     |                                     |                                     |                                     |                                     | |                      |

#### Década de 2010
| Ano                                                                              | Título                                                                             | Melhor posição nas tabelas musicais | Melhor posição nas tabelas musicais | Melhor posição nas tabelas musicais | Melhor posição nas tabelas musicais | Melhor posição nas tabelas musicais | Melhor posição nas tabelas musicais | Melhor posição nas tabelas musicais | Melhor posição nas tabelas musicais | Melhor posição nas tabelas musicais | Melhor posição nas tabelas musicais | Melhor posição nas tabelas musicais | Melhor posição nas tabelas musicais | Certificação | Álbum           |
| Ano                                                                              | Título                                                                             | ALE                                 | AUS                                 | AUT                                 | CAN                                 | EUA                                 | EUA Latin                           | ESP                                 | IRL                                 | PB                                  | PRT                                 | RU                                  | SUI                                 | Certificação | Álbum           |
| -------------------------------------------------------------------------------- | ---------------------------------------------------------------------------------- | ----------------------------------- | ----------------------------------- | ----------------------------------- | ----------------------------------- | ----------------------------------- | ----------------------------------- | ----------------------------------- | ----------------------------------- | ----------------------------------- | ----------------------------------- | ----------------------------------- | ----------------------------------- | --- | --------------- |
| 2010                                                                             | "Gypsy"                                                                            | 7                                   | —                                   | 11                                  | 80                                  | 65                                  | 6                                   | 3                                   | —                                   | —                                   | —                                   | 167                                 | 12                                  | - :3.000.000 - PROMUSICAE: Platina | She Wolf        |
| 2010                                                                             | "Waka Waka (This Time for Africa)" (com a participação de Freshlyground)           | 1                                   | 32                                  | 1                                   | 11                                  | 38                                  | 11                                  | 1                                   | 10                                  | 2                                   | 1                                   | 21                                  | 1                                   | - :15.000.000 - BVMI: 5× Ouro - ARIA: Ouro - BEA: Platina - RIAA: Platina - PROMUSICAE: 6× Platina - SNEP: Platina - FIMI: 2× Platina - BPI: Platina - IFPI: 3× Platina | Listen Up!      |
| 2010                                                                             | "Loca" (com a participação de El Cata / Dizzee Rascal)                             | 6                                   | —                                   | 2                                   | 36                                  | 32                                  | 1                                   | 1                                   | 44                                  | 55                                  | 1                                   | —                                   | 1                                   | - :4.000.000 - BVMI: Ouro - BEA: Ouro - ABPD: Ouro - PROMUSICAE: 2× Platina - SNEP: Platina - FIMI: Platina - IFPI: Platina | Sale el sol     |
| 2011                                                                             | "Sale el sol"                                                                      | —                                   | —                                   | —                                   | —                                   | —                                   | 10                                  | 8                                   | —                                   | —                                   | —                                   | —                                   | —                                   | | Sale el sol     |
| 2011                                                                             | "Rabiosa" (com a participação de El Cata / Pitbull)                                | 26                                  | —                                   | 6                                   | —                                   | —                                   | 8                                   | 1                                   | —                                   | 36                                  | 1                                   | —                                   | 3                                   | - :1.000.000 - BEA: Ouro - PROMUSICAE: Platina - FIMI: Ouro - IFPI: Ouro | Sale el sol     |
| 2011                                                                             | "Antes de las seis"                                                                | —                                   | —                                   | —                                   | —                                   | —                                   | 21                                  | —                                   | —                                   | —                                   | —                                   | —                                   | —                                   | | Sale el sol     |
| 2011                                                                             | "Je l'aime à mourir"                                                               | —                                   | —                                   | —                                   | —                                   | —                                   | —                                   | —                                   | —                                   | —                                   | —                                   | —                                   | 18                                  | - BEA: Ouro - SNEP: Ouro - IFPI: Ouro | Live from Paris |
| 2012                                                                             | "Addicted to You"                                                                  | —                                   | —                                   | —                                   | —                                   | —                                   | 9                                   | 14                                  | —                                   | —                                   | —                                   | —                                   | 70                                  | - :800.000 | Sale el sol     |
| 2014                                                                             | "Can't Remember to Forget You" (com a participação de Rihanna)                     | 8                                   | 18                                  | 4                                   | 19                                  | 15                                  | 6                                   | 2                                   | 7                                   | 26                                  | 7                                   | 11                                  | 7                                   | - :3.000.000 - BVMI: Ouro - BEA: Platina - RIAA: Platina - PROMUSICAE: 6× Platina - AMPROFON: Platina - FIMI: Platina - BPI: Prata - IFPI: Ouro - ARIA: Ouro - IFPI: Ouro | Shakira         |
| 2014                                                                             | "Empire"                                                                           | —                                   | —                                   | —                                   | 94                                  | 58                                  | —                                   | 29                                  | —                                   | —                                   | —                                   | 25                                  | —                                   | - :2.000.000 - RIAA: Platina | Shakira         |
| 2014                                                                             | "Dare (La La La)"/"La La La (Brazil 2014)" (com a participação de Carlinhos Brown) | 12                                  | —                                   | 14                                  | 80                                  | 53                                  | —                                   | 2                                   | 53                                  | —                                   | —                                   | —                                   | 3                                   | - :1.500.000 - BVMI: Ouro - BEA: Platina - FIMI: Platina - AMPROFON: 2× Ouro - IFPI: Ouro | Shakira         |
| 2016                                                                             | "Try Everything"                                                                   | 54                                  | 57                                  | 39                                  | 49                                  | 63                                  | —                                   | 32                                  | —                                   | —                                   | —                                   | 186                                 | 55                                  | - :2.500.000 - RIAA: 2× Platina[17] | Zootopia        |
| 2016                                                                             | "La Bicicleta" (com Carlos Vives)                                                  | —                                   | —                                   | —                                   | —                                   | 95                                  | 2                                   | 1                                   | —                                   | —                                   | 17                                  | —                                   | 54                                  | - :2.500.000 - PROMUSICAE: 6× Platina[81] - FIMI: Ouro - RIAA: Diamante[17] - IFPI Switzerland: Ouro[84] | Vives           |
| 2016                                                                             | "Chantaje" (com a participação de Maluma)                                          | —                                   | 77                                  | —                                   | 82                                  | 77                                  | 1                                   | 1                                   | —                                   | —                                   | 40                                  | —                                   | 30                                  | - :3.000.000 - BVMI: Ouro[69] - CAPIF: 3× Platina[70] - BEA: Platina[71] - ABPD: 2× Diamante[72] - PROMUSICAE: 5× Platina[73] - RIAA: Diamante[17] - SNEP: Diamante[74] - FIMI: 3× Platina[75] - AMPROFON: Diamante[76] ** Ouro - ZPAV: Platina[77] - GLF: Diamante[78] - IFPI Switzerland: Ouro[79] | El dorado       |
| 2017                                                                             | "Me Enamoré"                                                                       | —                                   | —                                   | —                                   | —                                   | 83                                  | 11                                  | 3                                   | —                                   | —                                   | 97                                  | —                                   | 100                                 | - :1.000.000 - PROMUSICAE: 3× Platina[45] - ABPD: Platina[44] - SNEP: Ouro[46] - FIMI: Ouro[47] - ZPAV: Ouro[48] | El dorado       |
| 2017                                                                             | "Perro Fiel"                                                                       | —                                   | —                                   | —                                   | —                                   | 100                                 | 10                                  | 3                                   | —                                   | —                                   | 80                                  | —                                   | 62                                  | - :800.000 - PROMUSICAE: 3× Platina - ABPD: Ouro[32] - (IFPI Perú): Ouro[34] | El dorado       |
| 2018                                                                             | "Trap" (com a participação de Maluma)                                              | —                                   | —                                   | —                                   | —                                   | —                                   | 35                                  | —                                   | —                                   | —                                   | —                                   | 17                                  |                                     | | El dorado       |
| 2018                                                                             | "Clandestino" (com a participação de Maluma)                                       | —                                   | —                                   | —                                   | —                                   | 76                                  | 10                                  | 20                                  | 32                                  | —                                   | —                                   | 16                                  |                                     | | ASA             |
| "—" denota um título que não tenha entrado na tabela musical do respectivo país. |                                                                                    |                                     |                                     |                                     |                                     |                                     |                                     |                                     |                                     |                                     |                                     |                                     |                                     | |                 |

### Como artista convidada
| Ano                                                                              | Título                                                                    | Melhor posição nas tabelas musicais | Melhor posição nas tabelas musicais | Melhor posição nas tabelas musicais | Melhor posição nas tabelas musicais | Melhor posição nas tabelas musicais | Melhor posição nas tabelas musicais | Melhor posição nas tabelas musicais | Melhor posição nas tabelas musicais | Melhor posição nas tabelas musicais | Melhor posição nas tabelas musicais | Melhor posição nas tabelas musicais | Certificação | Álbum                   |
| Ano                                                                              | Título                                                                    | ALE                                 | AUS                                 | AUT                                 | CAN                                 | EUA                                 | EUA Latin                           | ESP                                 | IRL                                 | PB                                  | RU                                  | SUI                                 | Certificação | Álbum                   |
| -------------------------------------------------------------------------------- | ------------------------------------------------------------------------- | ----------------------------------- | ----------------------------------- | ----------------------------------- | ----------------------------------- | ----------------------------------- | ----------------------------------- | ----------------------------------- | ----------------------------------- | ----------------------------------- | ----------------------------------- | ----------------------------------- | ------------ | ----------------------- |
| 2007                                                                             | "Te lo agradezco, pero no" (Alejandro Sanz com a participação de Shakira) | —                                   | —                                   | —                                   | —                                   | —                                   | 1                                   | —                                   | —                                   | —                                   | —                                   | —                                   |              | El tren de los momentos |
| 2007                                                                             | "Si tú no vuelves" (Miguel Bosé com a participação de Shakira)            | —                                   | —                                   | —                                   | —                                   | —                                   | —                                   | —                                   | —                                   | —                                   | —                                   | —                                   |              | Papito                  |
| 2010                                                                             | "Somos el mundo 25 por Haiti" (com Artistas pelo Haiti)                   | —                                   | —                                   | —                                   | —                                   | —                                   | —                                   | 31                                  | —                                   | —                                   | —                                   | —                                   |              | Single de caridade      |
| 2010                                                                             | "Ay Haiti" (com Artistas pelo Haiti)                                      | —                                   | —                                   | —                                   | —                                   | —                                   | —                                   | 1                                   | —                                   | —                                   | —                                   | —                                   |              | Single de caridade      |
| 2010                                                                             | "Gracias a la vida" (com Artistas pelo Chile)                             | —                                   | —                                   | —                                   | —                                   | —                                   | —                                   | —                                   | —                                   | —                                   | —                                   | —                                   |              | Single de caridade      |
| 2012                                                                             | "Get It Started" (Pitbull com a participação de Shakira)                  | 31                                  | 31                                  | 17                                  | 42                                  | 89                                  | 48                                  | 14                                  | —                                   | —                                   | 64                                  | 32                                  |              | Global Warming          |
| 2013                                                                             | "Dançando" (Ivete Sangalo com a participação de Shakira)                  | —                                   | —                                   | —                                   | —                                   | —                                   | —                                   | —                                   | —                                   | —                                   | —                                   | —                                   |              | Real Fantasia           |
| 2013                                                                             | "Blanca mujer" (Draco Rosa com a participação de Shakira)                 | —                                   | —                                   | —                                   | —                                   | —                                   | —                                   | —                                   | —                                   | —                                   | —                                   | —                                   |              | Vida                    |
| "—" denota um título que não tenha entrado na tabela musical do respectivo país. |                                                                           |                                     |                                     |                                     |                                     |                                     |                                     |                                     |                                     |                                     |                                     |                                     |              |                         |

### Promocionais
| 1990                                                                             | "Magia"                    | — | — | —  | Magia                 |
| 1993                                                                             | "Eres"                     | — | — | —  | Peligro               |
| 1996                                                                             | "Quiero"                   | — | — | 18 | Pies descalzos        |
| 1999                                                                             | "Si te vas"                | — | — | —  | Pies descalzos        |
| 2001                                                                             | "Fool"                     | — | — | —  | Laundry Service       |
| 2001                                                                             | "Ready for the Good Times" | — | — | —  | Laundry Service       |
| 2001                                                                             | "Ask for More / Pide Más"  | — | — | —  | —                     |
| 2004                                                                             | "Poem to a Horse"          | — | — | —  | Live & Off the Record |
| "—" denota um título que não tenha entrado na tabela musical do respectivo país. |                            |   |   |    |                       |

### Outras canções
| 2005                                                                             | "Obtener un sí" | 48 | —  | Fijación oral vol. 1 |
| 2006                                                                             | "Día especial"  | 26 | —  | Fijación oral vol. 1 |
| 2010                                                                             | "Good Stuff"    | —  | 49 | She Wolf             |
| "—" denota um título que não tenha entrado na tabela musical do respectivo país. |                 |    |    |                      |

## Outras aparências
Nas seguintes canções, a cantora contribui com os seus vocais creditados em álbuns de outros artistas, sem lançamentos por parte da própria.
| Ano  | Título                                                                | Álbum                                     |
| ---- | --------------------------------------------------------------------- | ----------------------------------------- |
| 2002 | "Underneath Your Clothes (Live)"                                      | Divas Las Vegas                           |
| 2002 | "Always on My Mind"                                                   | Divas Las Vegas                           |
| 2007 | "Sing" (Annie Lennox e vários artistas)                               | Songs of Mass Destruction                 |
| 2007 | "King and Queen" (Wyclef Jean com a participação de Shakira)          | Carnival Vol. II: Memoirs of an Immigrant |
| 2009 | "La maza" (Mercedes Sosa com a participação de Shakira)               | Cantora 1                                 |
| 2009 | "Higher Ground" (Stevie Wonder & Usher com a participação de Shakira) | Lincoln Memorial "We Are One"             |
| 2010 | "I'll Stand by You" (Shakira com a participação de The Roots)         | Hope for Haiti Now                        |
| 2010 | "Todos juntos" (Dora the Explorer com a participação de Shakira)      | We Did It!: Dora's Greatest Hits          |